# ماجراهای آقای مشک‌عنبری
ماجراهای آقای مشک‌عنبری یک مجموعهٔ تلویزیونی ایرانی به کارگردانی محمدرضا زهتابی است که در سال ۱۳۷۰ تولید و از شبکه ۱ سیمای جمهوری اسلامی ایران پخش گردید.

## خلاصه داستان
این مجموعه تلویزیونی، دربارهٔ سهل‌انگاری‌ها و بی‌توجهی‌های خانواده مشک عنبری بود و به صورت میان پرده‌های بهداشتی پخش می‌شد.

## بازیگران و عوامل تولید

### بازیگران
- فرهاد شریفیان[۲]
- فرج‌الله گل‌سفیدی[۳]

### عوامل تولید
- نویسنده و کارگردان: محمدرضا زهتابی
- تصویربردار: رضا رضی
- تهیه‌کننده: محمدرضا زهتابی
- فرمت پرونده: ۱۶ میلیمتری
- تعداد قسمت‌ها: ۱۴ قسمت
- محصول: گروه دانش شبکه ۱ سیمای جمهوری اسلامی ایران
- سال تولید: ۱۳۷۰